# 虚栄の篝火
『虚栄の篝火』（きょえいのかがりび、原題: The Bonfire of the Vanities）は、トム・ウルフの小説。1987年に発表された。ノンフィクション作家だったウルフが初めて発表した長編小説作品。1980年代のアメリカ文学における最重要作品として名高い。
1990年に映画化されている（邦題は『虚栄のかがり火』）。

## 概要
原作の翻訳は『虚栄の篝火』中野圭二訳、全2巻、文藝春秋、1991年

## 評価
小説家の村上春樹は、ブレット・イーストン・エリスの小説『アメリカン・サイコ』について触れたエッセイの中で、「（『アメリカン・サイコ』は）作品としての評価は完全にわかれているけれど、社会的状況資料としてこれくらい自己犠牲的にシニカルで本質的な小説はちょっとない。少なくとも『虚栄のかがり火』はシニカルではあっても自己犠牲的な小説ではないからね」と述べている。

## 映画
『虚栄のかがり火』（原題：The Bonfire of the Vanities）は、1990年に公開された映画。ブライアン・デ・パルマが、1972年の『汝のウサギを知れ』で決別して以来、18年ぶりにワーナー・ブラザースで監督した映画。
非常に評判が悪く、デ・パルマを再起不能寸前に追い込んだ。しかし、製作総指揮のジョン・ピーターズとピーター・グーバーが同じく関わっている『ラスト・アクション・ヒーロー』『ハドソン・ホーク』などに比べると陰が薄い。
当初、この映画の企画はスティーヴン・スピルバーグにオファーされたが、その後マイク・ニコルズが監督の候補になった。しかし、希望していた俳優に断られたためにニコルズは降板した。

### あらすじ
ウォール街でエリートトレーダーの地位を築いていたシャーマン・マッコイは、不倫相手のマリアとのドライブ中に黒人を跳ねてしまう。その時運転していたのはマリアだったが、目撃された車のナンバーから持ち主であるマッコイに疑いの目が向けられてしまう。

### キャスト
※括弧内は日本語吹替
- シャーマン・マッコイ - トム・ハンクス（三ツ矢雄二）
- ピーター・ファロー - ブルース・ウィリス（津嘉山正種）
- マリア・ラスキン - メラニー・グリフィス（佐々木優子）
- レオナルド・ホワイト判事 - モーガン・フリーマン（吉水慶）
- ジュディ・マッコイ - キム・キャトラル
- キャンベル・マッコイ - キルスティン・ダンスト
- トム・キリアン - ケヴィン・ダン（伊井篤史）
- ジェド・クレイマー - ソウル・ルビネック（島田敏）
- レイ・アンドルイッチ - ルイス・ギアンヴァルボ（秋元羊介）
- ベーコン牧師 - ジョン・ハンコック（大友龍三郎）
- アルバート・フォックス - クリフトン・ジェームズ（岡和男）
- シャーマンの父 - ドナルド・モファット（小島敏彦）
- アーサー・ラスキン - アラン・キング（小関一）
- キャロライン・ヘフトシャンク - ベス・ブロデリック
- ポラード・ブローニング - カート・フラー（小島敏彦）
- ロウリー・ソープ - アダム・ルフェーヴル（岡和男）
- エイブラムス・ワイス地方検事 - F・マーリー・エイブラハム（クレジットなし）（円谷文彦）

### スタッフ
- 監督・製作：ブライアン・デ・パルマ
- 製作総指揮：ジョン・ピーターズ、ピーター・グーバー
- 脚本：マイケル・クリストファー
- 撮影：ヴィルモス・スィグモンド
- 音楽：デイヴ・グルーシン

### キャスティング
- 主人公シャーマン・マッコイ役はスティーヴ・マーティンが第一候補だったが、製作総指揮のジョン・ピーターズがごり押しでトム・ハンクスをキャスティングした。
- 新聞記者の役にはジョン・クリーズやジャック・ニコルソンが候補に挙がっていたが、徹底した功利主義者であるはずの主人公に、好感度俳優のトム・ハンクスがキャスティングされた時点で、企画が収拾のつかないものになっていると判断し、2人とも断った。
- 主人公の愛人役には当時新人女優だったユマ・サーマンが最後まで検討されていた。
- 裁判官は当初ユダヤ人という設定でアラン・アーキンが演じることに決まっていたが、政治的理由から黒人のモーガン・フリーマンに変更された。

### その他
- ワーナーからの圧力でマイケル・クリストファーの脚本が、主人公が好感の持てるキャラクターに見えるように大幅に書き換えられた。
- シャーマンが裁判所に飾られている正義の女神像から剣を抜き、彼の敵をなぎ倒すというラストが撮影されたが、公開版からはカットされ、モーガン・フリーマンの説教に差し替えられた。
- この映画には5000万ドル近い制作費が費やされたが、1500万ドル程度の興行収入しか上げられなかった[2]。
- ラジー賞5部門にノミネートされたが、いずれも受賞には至っていない。
- 音楽は当初はモーリス・ジャールが担当することになっていた。